# Christof Exner
Christof Exner Ritter von Erwarten (* 20. März 1915 in Innsbruck; † 16. April 2007 in Wien) war ein österreichischer Geologe und Hochschullehrer. Er entstammt einer weitverzweigten, vielseitig begabten Gelehrtenfamilie Österreichs mit mehreren Akademie-Mitgliedern.
Geboren am 20. März 1915 als Sohn von Felix Exner-Ewarten, Universitätsprofessor für Meteorologie und Geophysik, und der kunstbegabten Baroness Christiana, geb. Popp von Böhmstetten, wurde Christof und seine drei Geschwister früh mit Naturerscheinungen, Landschaftsmalerei und den schönen Künsten vertraut. In Wien, wohin der Vater 1917 als Universitätsprofessor und als Direktor der Zentralanstalt für Meteorologie und Geodynamik berufen wurde, besuchte Christof das Humanistische Gymnasium in Döbling und studierte 1933–1939 an der Universität Wien die Fächer Geologie und Petrografie. Hier promovierte er 1939 mit einer Dissertation bei Leopold Kober und heiratete im selben Jahr Gertha Brachtel.
Ab 1937 war er wissenschaftliche Hilfskraft und ab 1939 Assistent am Wiener Geologischen Institut. Am 3. Jänner 1940 rückte er zum Wehrdienst bei der Artillerie ein. Ab September 1941 war er als Wehrgeologe in Nord- und Südfrankreich, in Nord-, Mittel- und Südrussland, in Polen, Ungarn, Slowakei, Nord- und Mitteldeutschland eingesetzt. 1943 wurde den Nationalsozialisten bekannt, dass Exners Urgroßmutter „jüdischer Abstammung“ war. Charlotte Dusensy war die Ehefrau des Philosophen Franz Serafin Exner. Christof Exner wurde vom NS-Regime als „Achteljude“ benachteiligt und die Nationalsozialisten verhinderten seine Habilitation an der Universität Wien. Erst 1945 kehrte er an die Universität zurück und holte die Habilitation nach.
Von 1950 bis 1958 war er Chefgeologe an der Geologischen Bundesanstalt in Wien, wo er durch gründliche Analysen des österreichischen Kristallins und der alpinen Tektonik bekannt wurde.
1958 wurde Christof Exner außerordentlicher Professor am Geologischen Institut, das er mit Eberhard Clar leitete, und 1964 Ordinarius. Er verfasste etwa 230 Publikationen, insbesondere über die Geologie des Tauernfensters, und zahlreiche geologische Karten mit zugehörigen Erläuterungen.
Exner gehörte mehreren internationalen Vereinigungen an, war Ehrenmitglied der Österreichischen Geologischen Gesellschaft und Träger der Eduard-Suess-Gedenkmünze. Er wurde am Heiligenstädter Friedhof in Wien bestattet.

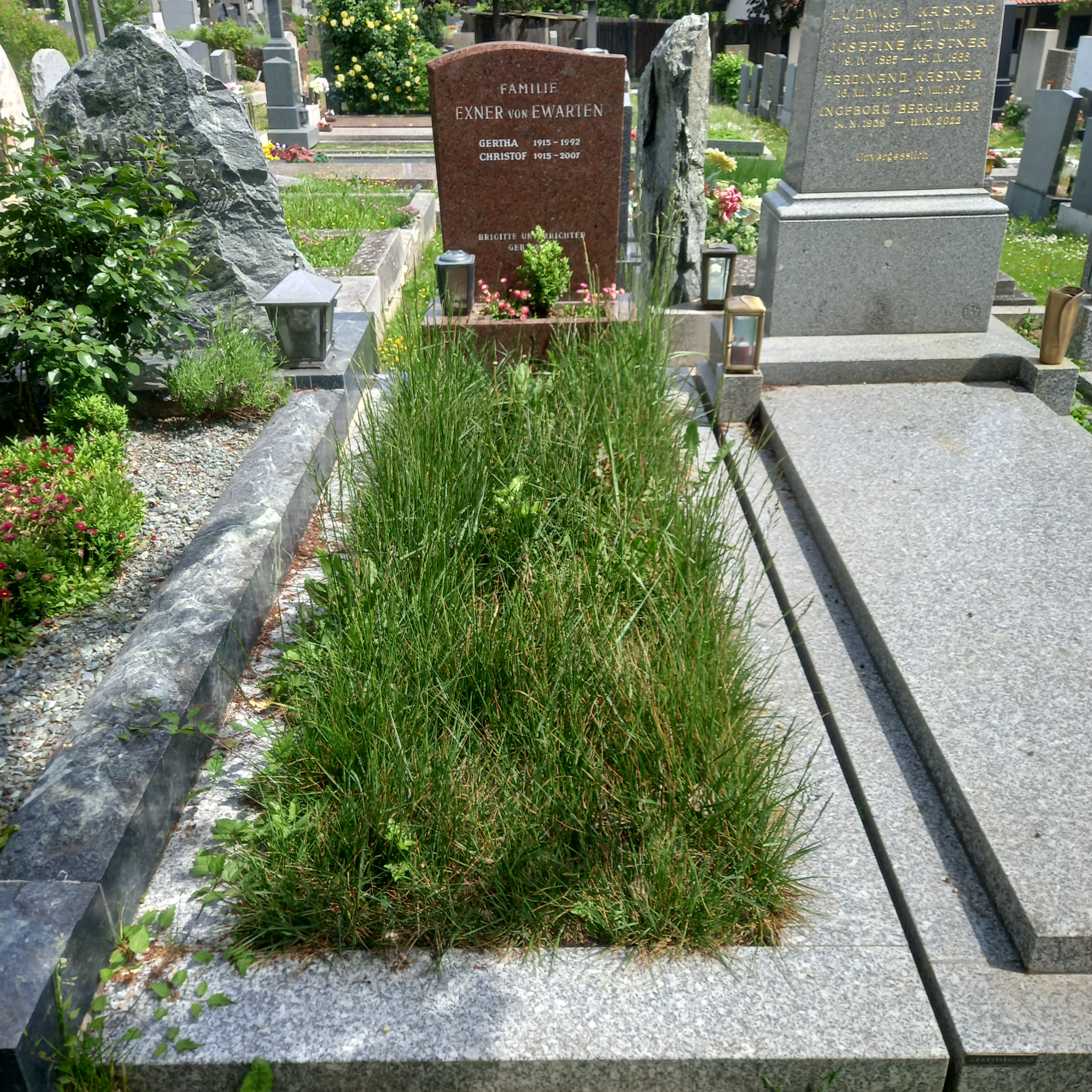
Das Grab von Christof Exner und seiner Ehefrau Gertha im Familiengrab auf dem Heiligenstädter Friedhof in Wien

## Schriften
- Das Ostende der Hohen Tauern zwischen Mur- und Maltatal: I. Teil. – Jahrbuch der Zweigstelle Wien der Reichsstelle für Bodenforschung, 89, 285–314, Wien 1939.
- Das Ostende der Hohen Tauern zwischen Mur- und Maltatal (eine geologische Neuaufnahme). – 220 S., 1 Kte., Unveröffentlichte Dissertation Universität Wien 1939.
- Das Ostende der Hohen Tauern zwischen Mur und Maltatal: II. Teil. – Bewegungsbild der Silbereckmulde. – Mitteilungen der Reichsstelle für Bodenforschung Zweigstelle Wien, 1, 241–306, Wien 1940.
- Geologische Beobachtungen in der Katschbergzone: (Das Ostende der Hohen Tauern zwischen Mur- und Maltatal, III. Teil). – Mitteilungen des Alpenländischen Geologischen Vereines 35, 49–106, Wien 1944.
- Zur Rastenberger Granittektonik im Bereiche der Kampkraftwerke (Südliche Böhmische Masse). In: Mitteilungen der Österreichischen Geologischen Gesellschaft. Band 61, 1968, S. 6–39 (zobodat.at [PDF; 3,3 MB]).
- Geologie der peripheren Hafnergruppe (Hohe Tauern). – Jahrbuch der Geologischen Bundesanstalt, 114, 1–119, 1 Kte., Wien 1971.
- Geologie des mittleren Lungaus. – Jahrbuch der Geologischen Bundesanstalt 132/1, 7–103, Wien 1989.